# Salamon ibn Parchon
Salamon ben Ábrahám ibn Parchon, gyakran csak Salamon ibn Parchon (héberül: שלמה אֶבּן פרחון), (? – Salerno?, 1160 körül) középkori itáliai zsidó nyelvtudós.
Jóna ibn Dzsanah szótárán alapuló nyelvtudományi művet írt Machberet Ha-Áruch címen, amelyben egyúttal pótolta és kiegészítette Náthán ben Jekhiél hasonló művének hiányosságait. A mű értéke a nyelvi tisztaság, illetve a nyelvtant és verstant tárgyaló – bár egzegetikus és kultúrtörténeti kitérésekkel ellátott – fejezetek. Megállapítható, hogy Salamon Parchon munkásságában gyűlik egybe a hispániai zsidó tudósok műveltsége az arab zsidóság kultúrájától addig elzárt Itáliában.